# U 561
U 561 war ein deutsches Unterseeboot des Typs VII C, das durch die deutsche Kriegsmarine während des U-Boot-Krieges im Zweiten Weltkrieg im Nordatlantik und im Mittelmeer eingesetzt wurde. Diese U-Bootklasse wurde auch „Atlantikboot“ genannt.

## Einsätze
Seine ersten beiden Unternehmungen führten das Boot in den Nordatlantik und auf Patrouille vor Irland. Während einer dritten, kürzeren Fahrt im November 1941 gab U 561 dem heimkehrenden Hilfskreuzer Komet Geleitschutz. Ziel der folgenden Unternehmung war das Passieren der Straße von Gibraltar, was am 15. Januar 1942 gelang. Ab Frühjahr 1942 war U 561 im Einsatz im Mittelmeer und hauptsächlich mit Minenunternehmungen beauftragt. Mitte April führte Kommandant Bartels mit U 561 eine Minenoperation im östlichen Mittelmeer durch. Das Boot errichtete durch die Positionierung von 20 Minen eine Minensperre nördlich von Port Said. Am 14. Mai 1942 sanken die griechischen Dampfer Mount Olympos und Fred, sowie der norwegische Dampfer Hav mit insgesamt 15.797 BRT durch Kollision mit den Minen dieser Sperre. Kommandant Bartels übergab im Herbst das Kommando an Heinz Schomburg. Letzterer führte das Boot auf weitere sechs Unternehmungen. Im Spätsommer 1943 übernahm Fritz Henning das Kommando.

### Zeichen des Bootes
Wie die meisten deutschen U-Boote seiner Zeit führte auch U 561 ein bootsspezifisches Zeichen. Diese Symbole wurden von der Besatzung – oft bereits während er Ausbildungszeit – ausgewählt, am Turm an gebracht und als Stickerei oder als Blechabzeichen an den Uniformmützen und Schiffchen getragen. U 561 trug am Turm ein V, das Flottillenzeichen der 24. U-Flottille. Zudem war das Wappen der Stadt Wuppertal am Turm angebracht. Hierbei handelte es sich um die Patenstadt des Bootes.  

## Versenkung
Das Boot sank nach einem Torpedoangriff des MTB 81 in der Straße von Messina (Lage). Kommandant Fritz Henning – auf seiner ersten Feindfahrt mit diesem Boot – überlebte und konnte gerettet werden.
U 561 war das einzige deutsche U-Boot, das im Zweiten Weltkrieg von einem britischen Küstenschutzschiff versenkt wurde.